# Maison Billex
La maison Billex est un monument historique situé à Sélestat, dans le département français du Bas-Rhin.

## Localisation
Ce bâtiment est situé au 6, place du Marché-aux-Choux à Sélestat.

## Historique
L'Alsace consentit tardivement le 30 septembre 1681 à respecter, comme la majeure partie de l'Alsace, devenue française, les termes du traité de Westphalie de 1648. Le roi Louis XIV rencontra donc le Magistrat, venu faire acte de soumission, à la maison Billex. L'inscription au bas de l'oriel en fait mention.
L'édifice fait l'objet d'une inscription au titre des monuments historiques depuis 1929.

## Architecture
Construite à la Renaissance cette maison fut remanié en 1615 par son propriétaire Hans Billex, échevin de la ville et maître de la corporation des bouchers, et dont la femme, Rosine Blumberger fut exécutée comme sorcière en même temps que sa fille.  Arrêtée et jugée pour sorcellerie. Conduite au gibet sur une charrette, attachée vivante sur une échelle, marquée à deux reprises avec des tenailles ardentes, puis étranglée et jetée au feu. Sa fille, Marie, fut exécutée avec elle le même jour (25 juin 1630). La maison dispose d'un encadrement de porte avec pilastres cannelées, d'un oriel et d'un chapiteau en façade.

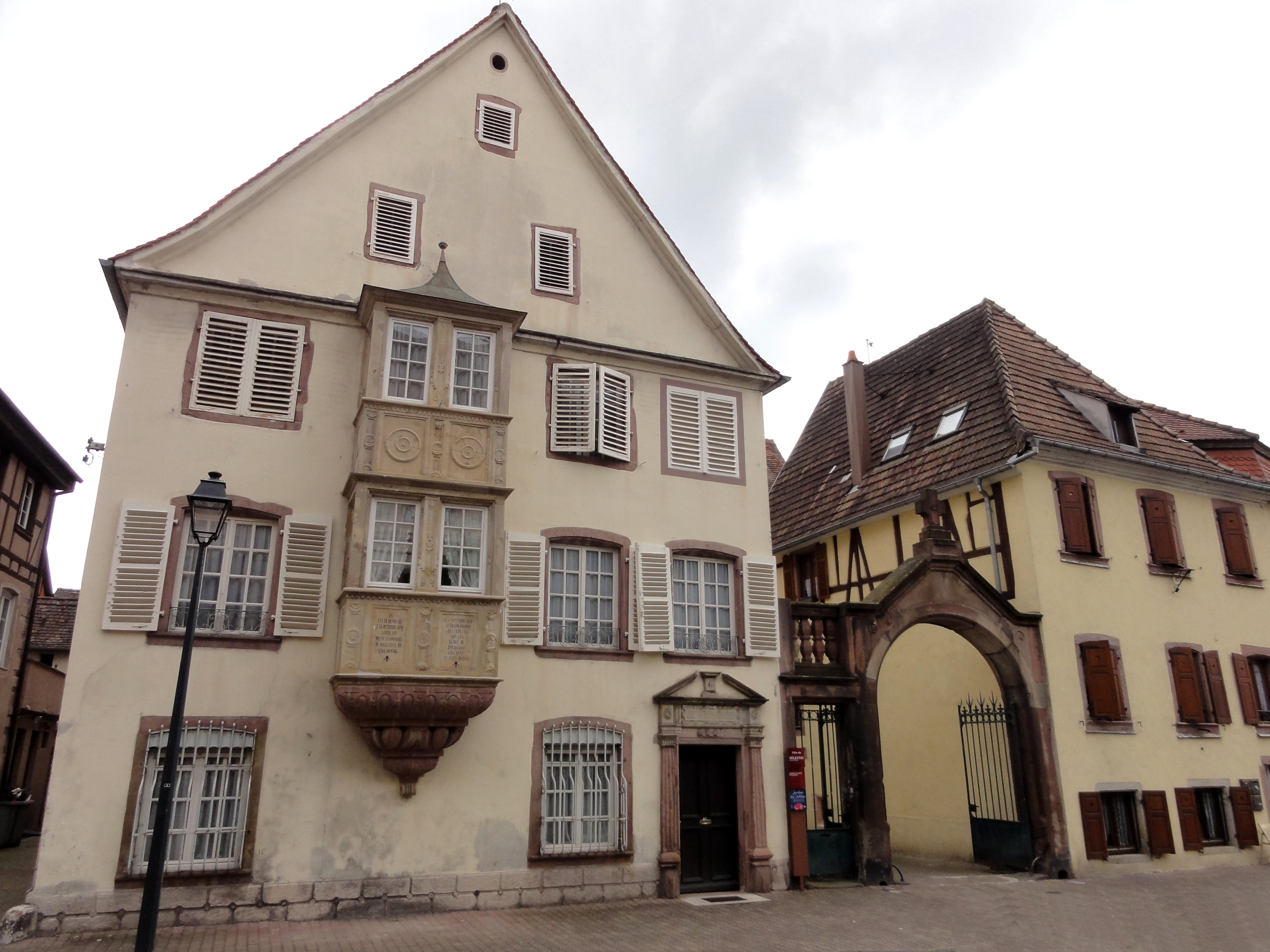
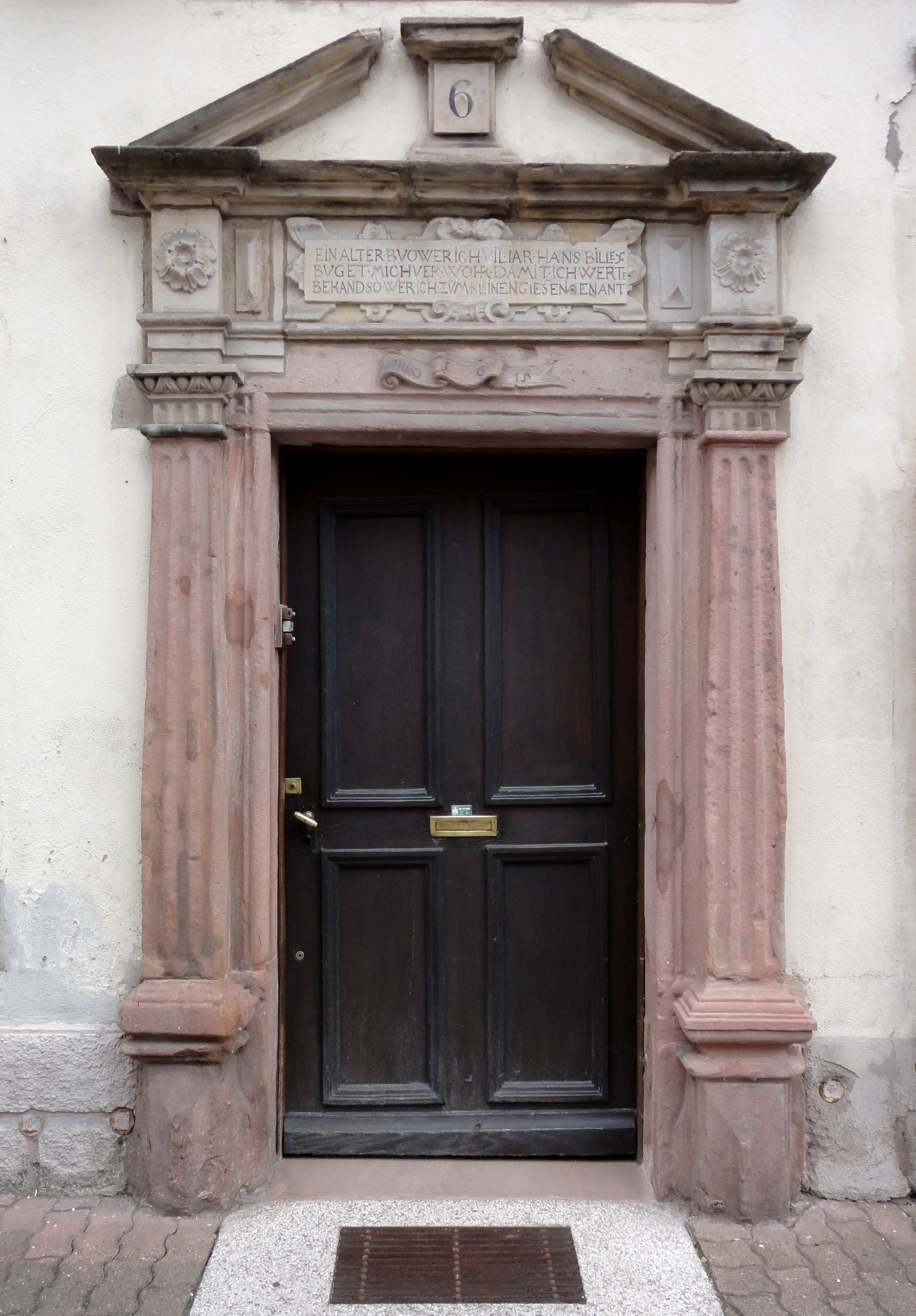
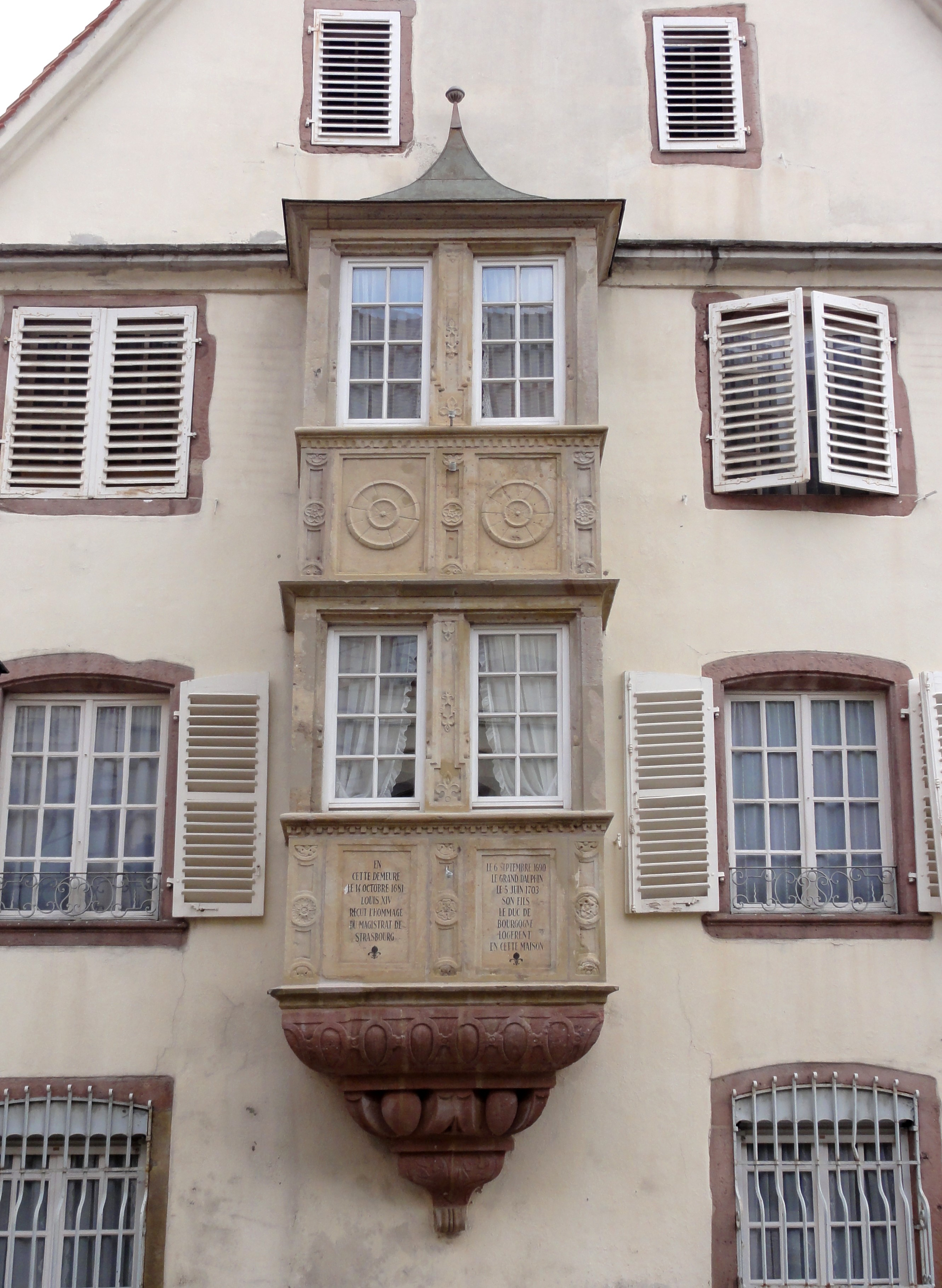
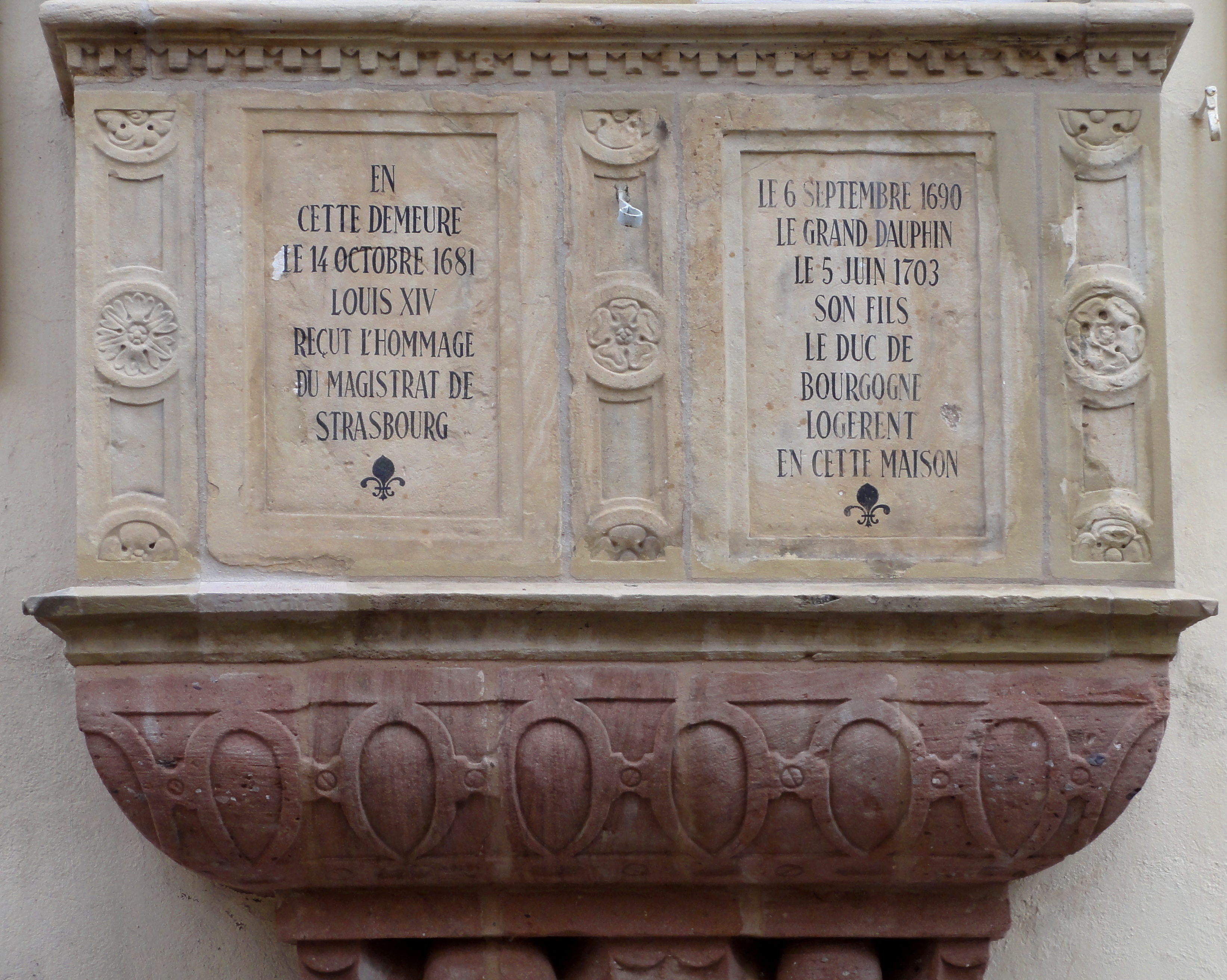